# Douglas A-4 Skyhawk
Douglas A-4 Skyhawk je americký jednomístný podzvukový palubní útočný letoun původně vyvinutý v 50. letech 20. století pro americké námořnictvo a námořní pěchotu. Letoun s delta křídlem a jedním proudovým motorem vyvinul a vyráběl letecký výrobce Douglas Aircraft, později McDonnell Douglas. Až do roku 1962 byl značen A4D Skyhawk.
Skyhawk je relativně lehké letadlo s maximální vzletovou hmotností 11 100 kg a maximální rychlostí více než 1 080 km/h. Pět závěsných bodů umožňuje nést různé rakety, pumy a další munici. Je schopen nést pumovou zátěž srovnatelnou s bombardérem Boeing B-17 z druhé světové války a může svrhnout i jaderné zbraně pomocí bombardovacího systému pro nízké nadmořské výšky a techniky loopingu. Původně byl poháněn proudovým motorem Wright J65, ale od verze A-4E je používán motor Pratt & Whitney J52.
Více než 50 let po prvním letu a významné úloze v konfliktech jako byly například vietnamská válka, jomkipurská válka či falklandská válka, jsou některé A-4 stále ve službě a to včetně služby na letadlové lodi.

## Vývoj

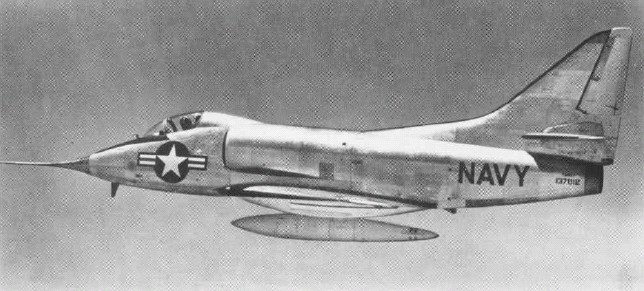
Prototyp XA4D-1 v roce 1954

Prototyp XA4D-1 (BuNo 137812) poprvé vzlétl 22. června 1954 poháněn proudovým motorem Wright J65-W2 s tahem 32 kN.
Po dodání 165 sériových kusů A4D-1, které byly vybaveny motorem Wright J65-W-4 s tahem 32,27 kN, byla v březnu 1956 zahájena výroba 542 exemplářů sériové varianty A4D-2 s pohonnou jednotkou J65-W-16A o tahu 34,3 kN.
Výroba pokračovala 638 stroji A4D-2N (později A-4C) s radarem APQ-53 v prodloužené přídi. Verze A4D-5, později přeznačená na A-4E (494 kusů), měla instalovanou pohonnou jednotku Pratt & Whitney J52-P-6A s tahem 37,8 kN, další dva závěsníky pod křídlem a prodloužený dolet o 27%. Z verze E vycházela i dvoumístná cvičná TA-4E jako prototyp a sériová TA-4F.
Celkem 240 letounů verze A-4F mělo motory Pratt & Whitney J52-P-8A, pancéřování kabiny, nové spoilery na křídlech a modernizovanou avioniku. První A-4F byl zalétán v srpnu 1966. Úpravou starších A-4C na standard F vznikla verze A-4L.
A-4M Skyhawk II byla značně zmodernizovaná verze pro jednotky USMC. Pohon zajišťoval motor J52-P-408A o 49,80 kN. Prototyp zalétaný v dubnu 1970 odpovídal vybavením zprvu verzi F. Pozdější instalací nových systémů, zejména Hughes ARBR, vyhledávající radarem pozemní cíle, vznikla varianta A-4Y.
Produkce A-4 byla ukončena v únoru 1979 po dodání 2 960 strojů.

## Služba

### USA

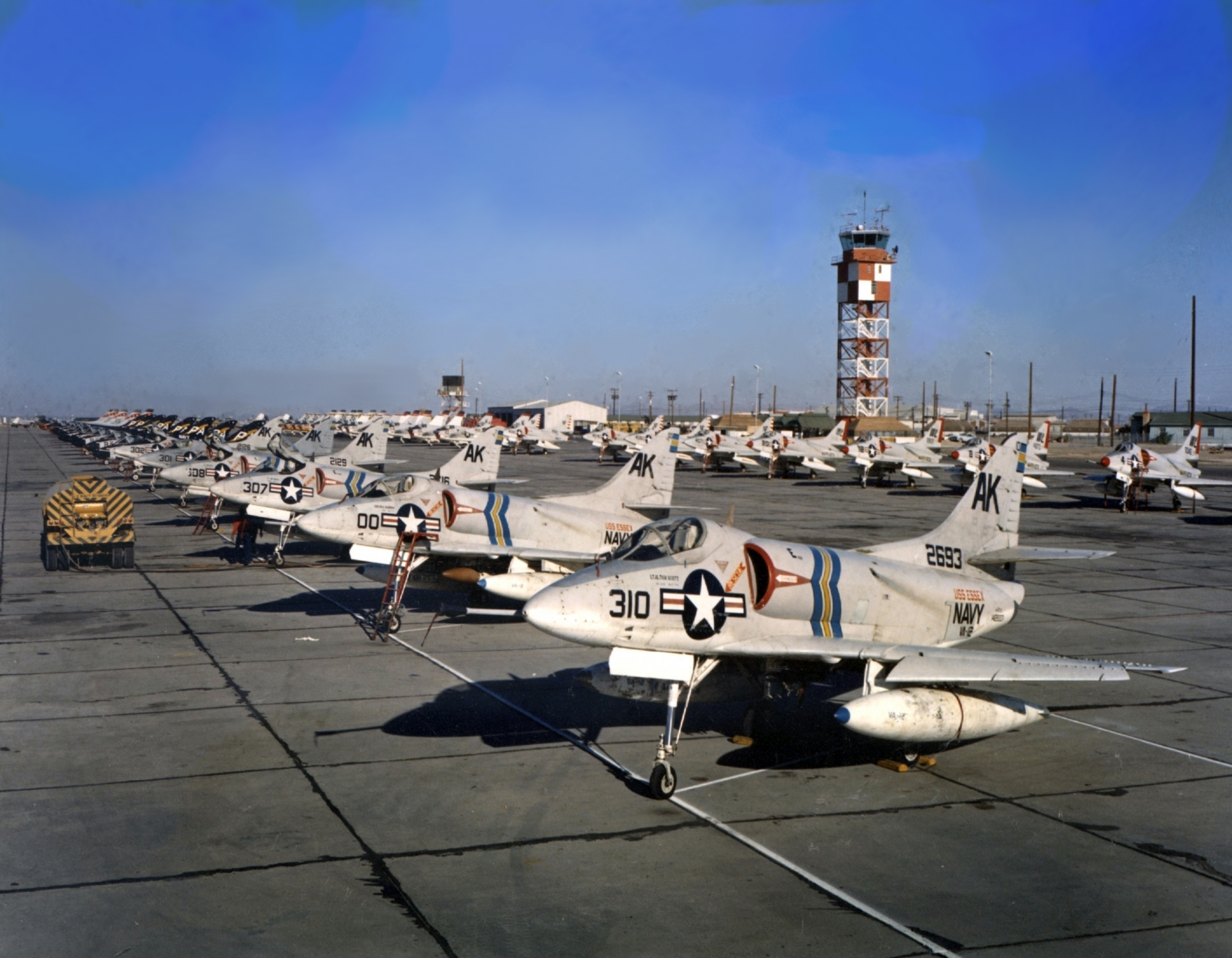
Stroje Douglas A4D-2 Skyhawk jednotky VA-12, MCAS Yuma, Arizona, 1959

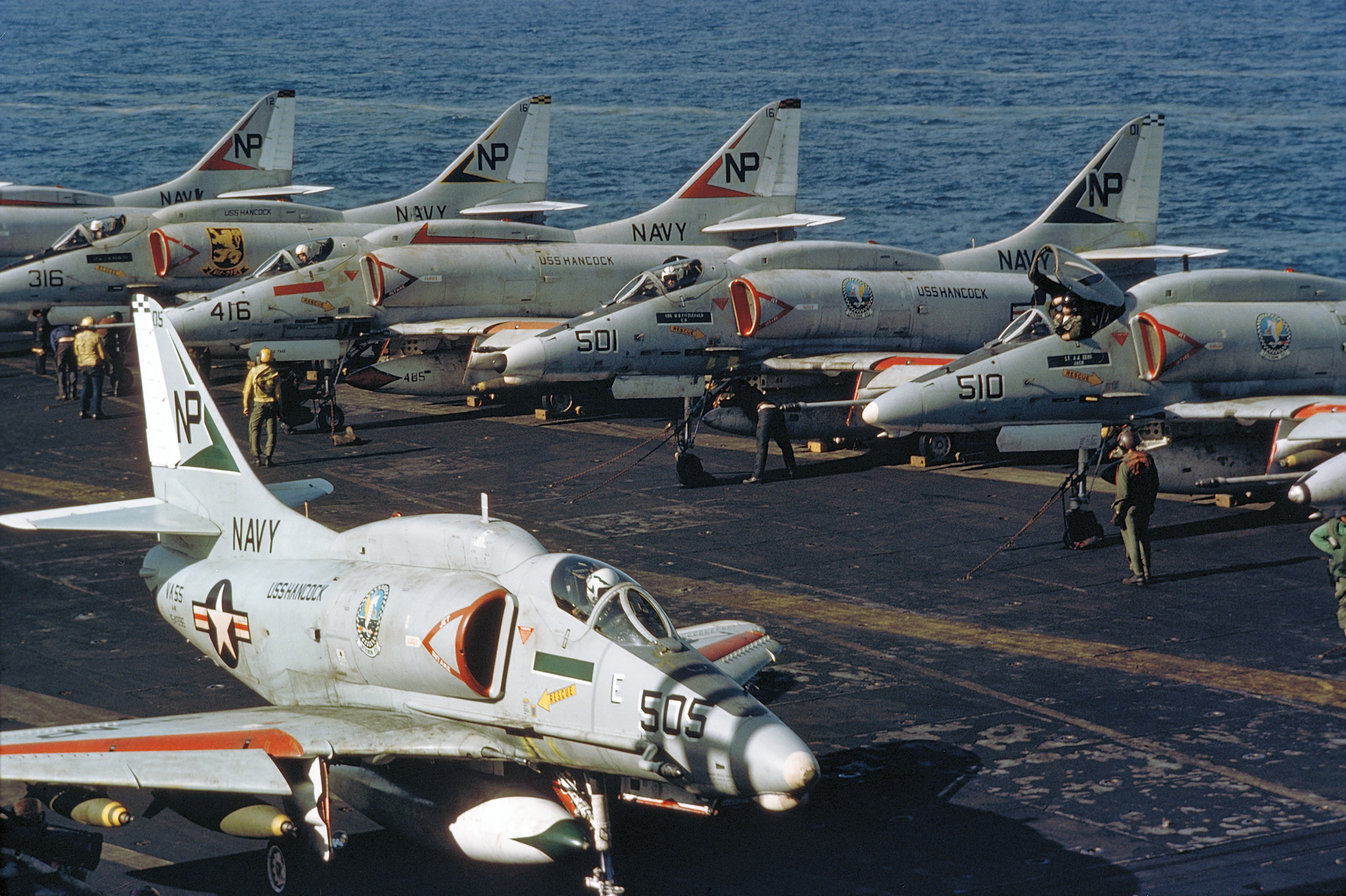
Letouny A-4F na palubě lodi USS Hancock v roce 1972

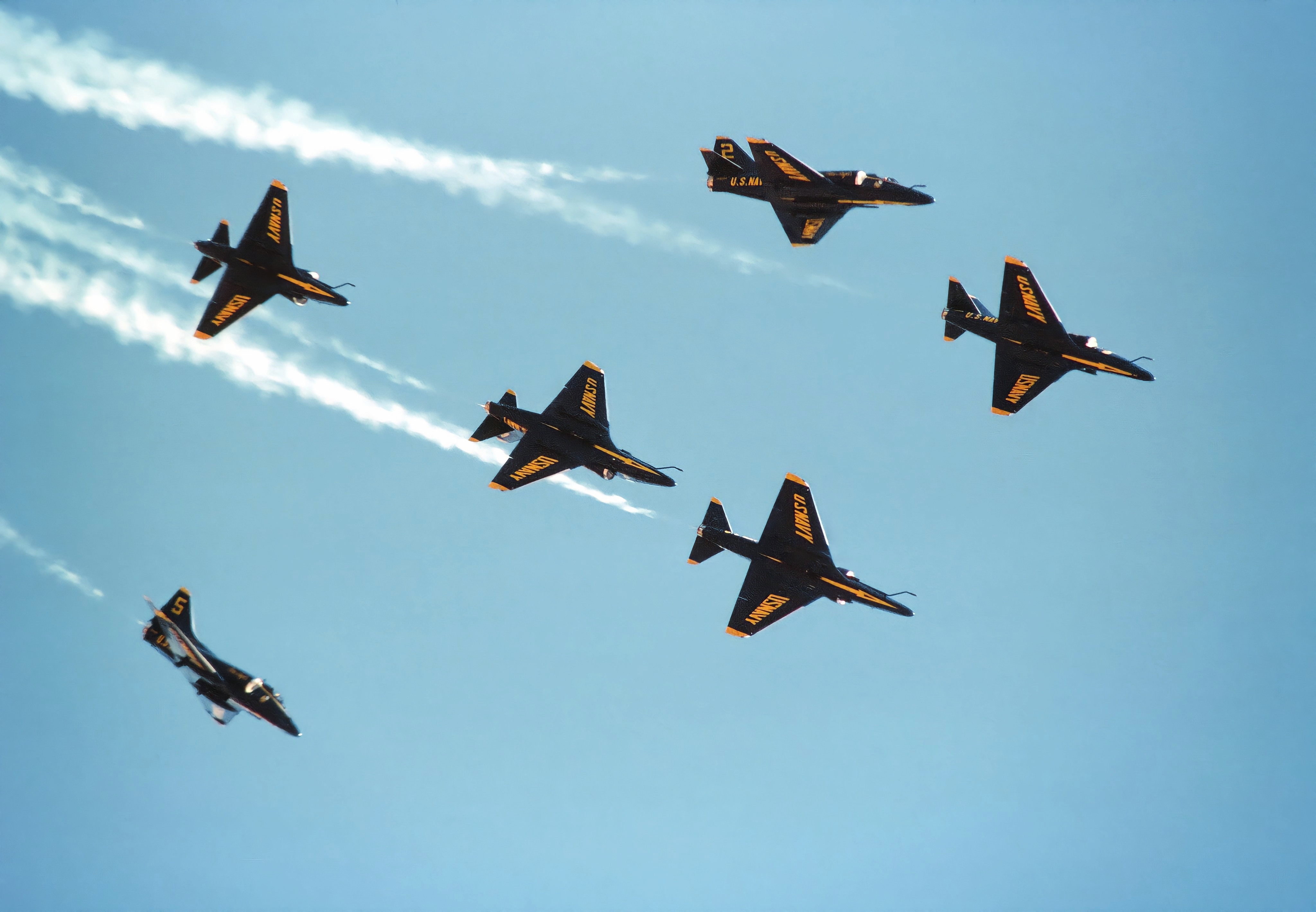
A-4F akrobatické skupiny Blue Angels US Navy, 1984

První jednotkou, vyzbrojenou sériovými letouny A4D-1 Skyhawk, se stala 26. října 1956 VA-72 „Blue Hawks“ US Navy. A-4C byly k jednotkám dodávány od března 1960 do roku 1962.
V 60. letech 20. století, kdy Námořní síly Spojených států operovaly s 15 útočnými letadlovými loděmi, mělo každé letecké palubní křídlo dvě perutě Skyhawků. Skyhawky US Navy se do leteckých operací zapojily již na počátku americké účasti ve válce ve Vietnamu. 5. srpna 1964 provedlo 64 letounů, včetně 15 A-4C z křídla CVW-14 z paluby USS Constellation a 16 A-4E z perutě VA-55 „War Horses“ a VA-56 „Champions“ z křídla CVW-5, působícího z USS Ticonderoga, po incidentu v Tonkinském zálivu odvetné útoky proti Severnímu Vietnamu, operaci Pierce Arrow. Letouny napadly čtyři velké základny torpédových člunů na severovietnamském pobřeží. Během operace byl sestřelen jeden A-4C, jehož pilot Lt. Everett Alvarez se stal prvním válečným zajatcem tohoto konfliktu. Dalšího primátu ve vietnamské válce dosáhl A-4C Skyhawk (BuNo148609) 1. května 1967. Během náletu na letiště Kep ostřeloval Lt.Cdr. T. R. „Ted“ Schwartz perutě VA-76 z paluby USS Bon Homme Richard raketami Zuni letadla na zemi, když mu jeho číslo oznámilo, že se za ocasem jeho Skyhawku nachází MiG-17. Schwartzovi se podařilo dostat do polohy za a nad MiG, načež vypálil zbývající rakety Zuni, kterými vietnamský letoun srazil k zemi. Dosáhl tak jediného sestřelu MiGu neřízenými raketami za celou vietnamskou válku a jediného sestřelu na Skyhawku ve službách ozbrojených sil Spojených států.
Do tohoto konfliktu zasáhly také letouny A-4E jednotky VA-72 „Blue Hawks“ a VA-86 „Sidewinders“ z paluby USS Independence, A-4C jednotky VA-113 z USS Kitty Hawk, A-4C VA-94 z USS Enterprise, A-4E jednotky VA-212 z USS Hancock (CV-19) a A-4E z VA-163 z letadlové lodi USS Oriskany.
USMC umístilo své Skyhawky na letištích v tehdejším Jižním Vietnamu a v Thajsku.
Důsledkem dlouhého a intenzivního bojového nasazení Skyhawků za války ve Vietnamu byly největší ztráty ze všech nasazených typů, působících z letadlových lodí. Představovaly téměř 37% bojových ztrát, které dosáhly celkem 196 A-4 v boji a 77 při provozních nehodách.
Letouny A4D-2 sloužily na letadlových lodích US Navy a na pobřežních letištích USMC do roku 1965.
Jednomístné A-4M vyřadilo US Navy z výzbroje již v roce 1994, dvoumístné TA-4J byly v omezeném provozu používány ještě v roce 2001 při cvičeních v roli agresora.

### Argentina

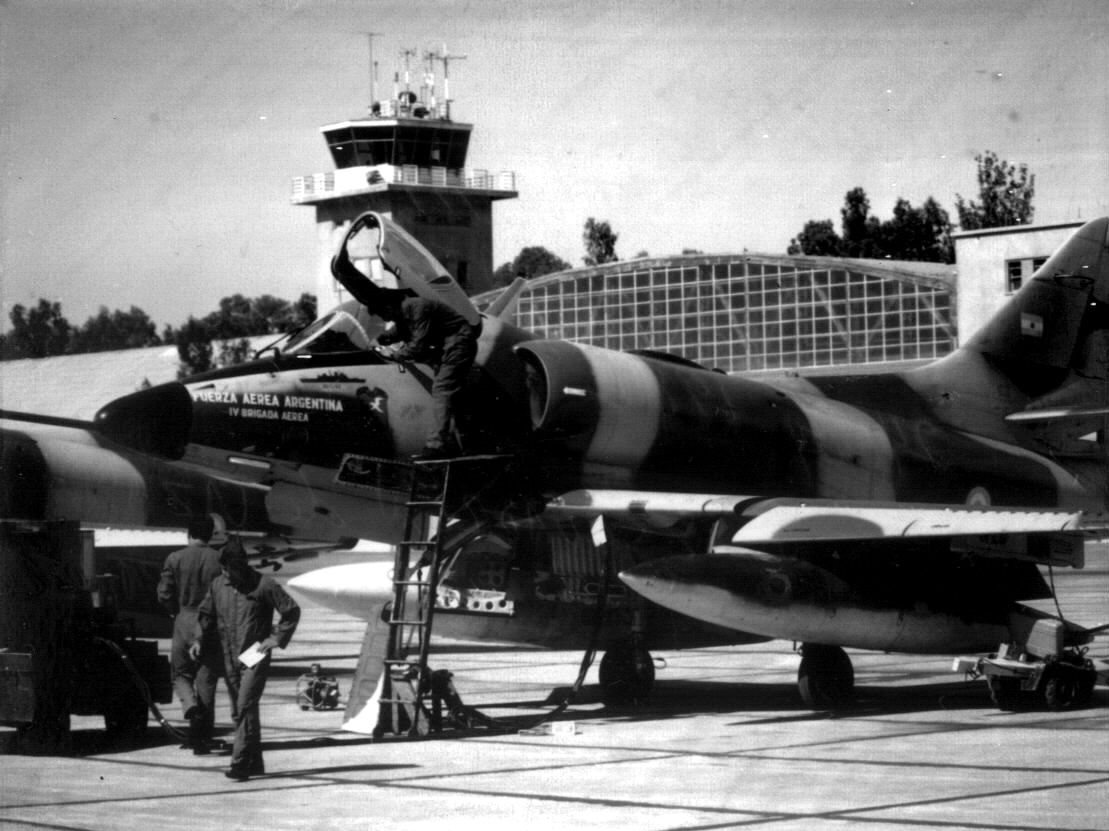
A-4P Halcón IV escuadrón de Caza y Ataque FAA během Falklandské války, 24. května 1982

Prvním zahraničním uživatelem letounů A-4 byla Argentina, kde je používalo jak letectvo (Fuerza Aérea), tak námořnictvo (Aviacion Naval).
Argentinské vzdušné síly zakoupily první stíhací bombardovací A-4 roku 1965 s cílem nahradit zastaralé typy Gloster Meteor a North American F-86 Sabre. Objednávka zahrnovala 25 kusů A-4B (C-201 až C-225) z přebytků US Navy. Prvních 12 kusů dostala Argentina již v říjnu 1966 a byly přiděleny IV escuadrón de Caza y Ataque. Ze zbývajících 13 Skyhawků 12 přiletělo do konce roku 1966 a přidělili je V escuadrón de Caza y Ataque, jeden havaroval při výcviku v USA.
Druhá objednávka stejného počtu A-4B byla zadaná koncem 60. let 20. století. Letouny z přebytku US Navy (C-226 až C-250) byly do Argentiny dodány v roce 1970 a přiděleny rovnoměrně eskadrám IV a V. Všechny tyto letouny přešly před dodáním revizí a úpravami v Douglas Aircraft Company. Obdržely novou avioniku, nová křidélka a motory J65-W-16A o tahu 34,25 kN. Skyhawky na export obdržely označení A-4P a název Halcón. V polovině 70. let prošly další modernizací.
V polovině 70. let 20. století zadala Fuerza Aérea třetí objednávku Skyhawků, tentokrát na 25 strojů A-4C. Také tyto letouny pocházely z přebytků US Navy a do Argentiny byly dodány v roce 1976 (C-301 až C-325). V dubnu 1982 byly ve výzbroji III escuadrón de Caza y Ataque přidělené Grupo 4 de Caza/IV Brigada Aérea v El Plumerillo. 11. dubna 1982 se třetí peruť pod velením vicecomodoro F. J. A. Lupianeze přesunula do San Julián. Během falklandské války přišla tato jednotka o celkem 9 svých A-4C Skyhawk, z nichž jeden stroj (C-313) teniente Jorge Casca havaroval ve špatných meteorlogických podmínkách na útesech South Jason Island.
Ze 49 dodaných strojů A-4B zůstalo na začátku falklandské války v roce 1982 jen 36, z toho 22 bojeschopných. Na jaře 1982 eskadry IV a V spadaly pod Grupo 5 de Caza/V Brigada Aérea na letecké základně Villa Reynolds. Během bojů se podařilo uschopnit další 4 Halcóny. První peruť se na nové působiště v Río Gallegos přestěhovala už 14. dubna 1982 se 13 letouny, druhá ji následovala 1. května s 9 Skyhawky. Za 45 dní bojů od 1. května do 14. června letouny 5. skupiny vykonaly 133 bojových vzletů, 86 útoků na britská plavidla, při nichž bylo ztraceno 10 strojů a 9 pilotů. Od poloviny května byla intenzivně využívána dvojice tankovacích letounů Lockheed KC-130H Hercules, což umožnilo útoky na cíle východně od Falkland Sound a prodloužilo výdrž Skyhawků v oblasti bojů.
První čtyři Skyhawky A-4B ztratilo FAA během bojů 12. května. První Halcón (C-206) havaroval při úniku před vypálenou raketou Sea Wolf z fregaty HMS Briliant na mořskou hladinu. Pilot 1. teniente Mario Nivoli zahynul. Ve stejný okamžik byl Sea Wolfem ze stejného plavidla sestřelen 1. teniente Oscar Bustos, který v troskách Halcónu C-246 zahynul a třetí vypálený Sea Wolf zničil Halcón C-208 a usmrtil pilota 1. teniente Jorge Ibarlucea. Čtvrtý letoun (C-248) podlehl vlastní palbě argentinského 35mm protiletadlového dvojkanónu z letiště Condór u San Carlos. Ani pilot 1. teniente Fausto Gavazzi nepřežil, předtím však zasáhl torpédoborec HMS Glasgow jednou 454 kg pumou, která však nevybuchla.
21. května se podařil zásah 454 kg pumou (bez exploze) fregaty HMS Argonaut pilotovi 1. teniente Mariano Velascovi na stroji C-225. Stejné plavidlo v tento den zasáhl 454 kg pumou 1. teniente Alberto Filippi na Skyhawku C-215. Rovněž tato puma neexplodovala, avšak poškozené plavidlo opustilo bojovou oblast. V tento den byly ztraceny také dva A-4C (C-309 a C-325), sestřelené raketami AIM-9L vypálené ze Sea Harrierů (XZ492 a XZ496) 800. perutě. Oba argentinští piloti, teniente Néstor López a Daniel Manzotti, zahynuli.
23. května kapitán Pablo Carballo zasáhl zadní část fregaty HMS Antelope jednou 454 kg. Další zásah stejnou municí uštědřil fregatě pilot 1. teniente Luciano Guadagnini na Halcónu C-242, jehož puma explodovala až při likvidaci nálože pyrotechniky. Následně se fregata potopila. Sám Guadagnini podlehl obranné palbě doprovodných lodí.
24. května došlo k sestřelení A-4C (C-305) soustředěnou palbou britských lodí HMS Argonaut a HMS Fearless. Pilot teniente Jorge Bono zahynul.
Při leteckých útocích argentinských Skyhawků 25. května na torpédoborec HMS Coventry zahynuli piloti kapitán Hugo del Valle Palaver na stroji C-244 a capitan Jorge García na C-304, kteří byli sestřeleni řízenými raketami Sea Dart vypálenými z Coventry. Pilot 1. teniente Mariano Velasco za řízením C-212 loď těsně minul třemi 454 kg pumami.
Úspěšný byl až pilot argentinské vojenské hodnosti alférez, Jorge Barrionuevo, který s Halcónem C-207 třikrát pumami zasáhl torpédoborec HMS Coventry. Po následných explozích se loď potopila. V tento den také pilot kapitán Marcos Carballo na C-225 přímo zasáhl fregatu HMS Broadsword. Puma opět neexplodovala, avšak zdemolovala britský palubní vrtulník Westland Lynx.
27. května byl Halcón C-228 poškozen při útoku na britské lodě odvetnou palbou protiletadlových kanónů, pilot 1. teniente Carlos Osses se dokázal vrátit na domovskou základnu. 40mm protiletadlové kanóny vyloďovacích plavidel HMS Fearless a HMS Intrepid ovšem zničily argentinský Skyhawk C-215, jehož pilot 1. teniente Mariano Velasco se úspěšně katapultoval.
30. května podlehly raketám Sea Dart, vypálených z torpédoborce HMS Exeter, dva A-4C Skyhawk III. escuadrón de Caza (C-301 a C-310). Jejich piloti José Vazquez a Omar Castillo zahynuli.
8. června Skyhawkům efektivně čelili piloti Sea Harrierů 800. perutě. V 16:45 hod. zlikvidoval raketou AIM-9L Lt. David Smith na letounu XZ499 Halcón C-204 pilota 1. teniente Rubena Bolzána, který před svou smrtí dokázal jednou 226 kg pumou poškodit vyloďovací člun Foxtrot 4. Na poškozené vyloďovací plavidlo následně zaútočil pumou stejné ráže pilot alférez Alfredo Vázquez za řízením C-228, který Foxtrot 4 potopil. Ihned byl sestřelen Sea Harrierem (ZA177) Flight Lieutenanta Davida Morgana, který na jeho stroj odpálil protiletadlovou řízenou střelu AIM-9L. V ten stejný čas podlehl hlídkujícím Sea Harrierům třetí argentinský Skyhawk (C-226) Juana Arráse, který zásah raketou AIM-9L vystřelenou D. Morganem nepřežil. Úspěšným se stal až zásah jednou ze třech vypuštěných 226 kg padákem brzděných pum z C-214 pilota Daniela Gálveze vyloďovacího plavidla RFA Sir Tristam, která loď těžce poškodila.

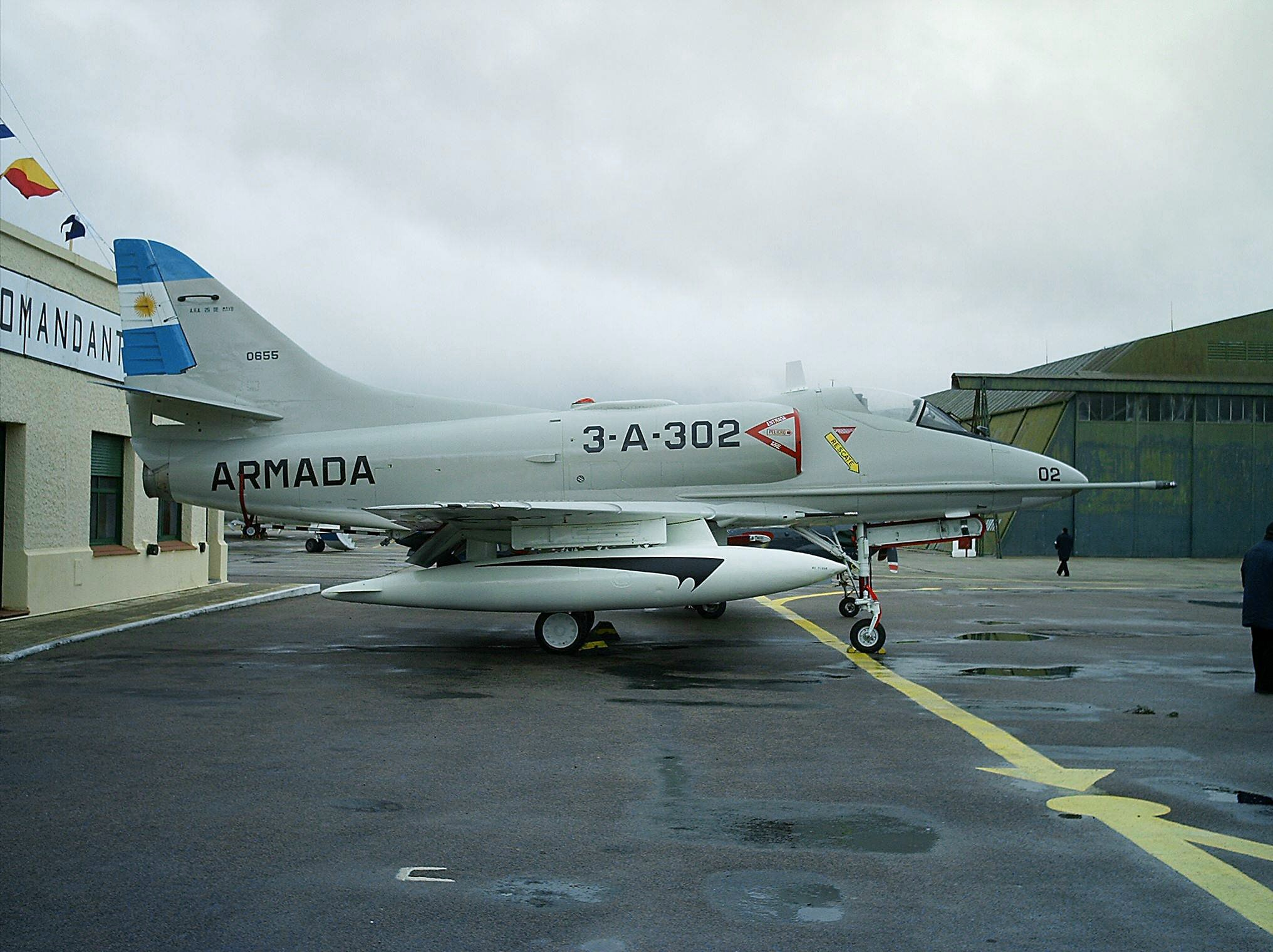
A-4Q 0655/3-A-302 argentinského námořnictva v roce 2007

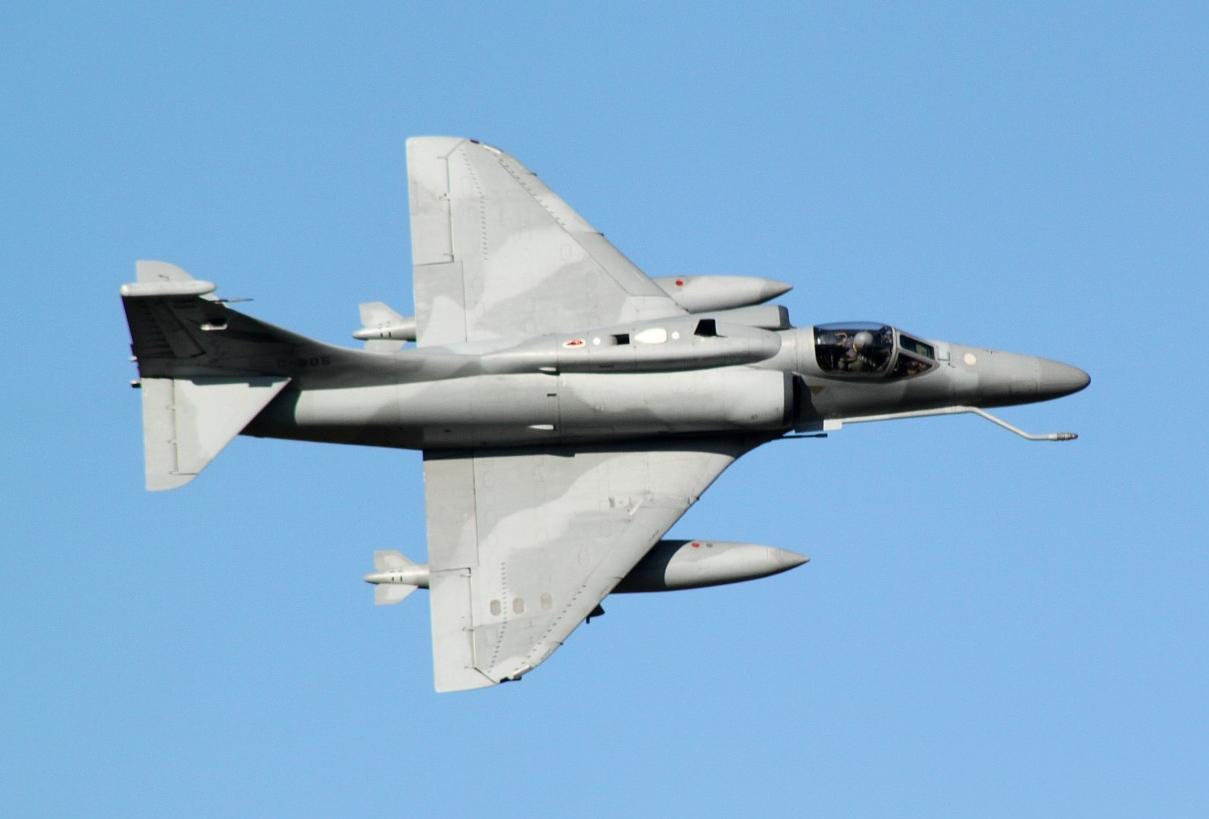
A-4AR Fightinghawk, Fuerza Aérea Argentina, 2010

Velení námořního letectva Argentiny (CANA) zakoupilo na začátku 70. let 20. století 16 kusů verze A-4B (0654 až 0668) s exportním označením A-4Q, které byly určeny pro provoz z paluby argentinské letadlové lodě Vienticinco de Mayo. Před dodáním prošly revizí a úpravami v Douglas Aircraft Company v Tulse, stát Oklahoma. Zahrnovaly instalaci křidélek, které plnily rovněž funkci spojlerů a instalaci závěsníků, které mohly být vybaveny pro zavěšení infra naváděných protiletadlových raket AIM-9B Sidewinder. Současně došlo k výměně pohonných jednotek za nové motory J65-W-20 s tahem 37,37 kN. Čtveřice strojů dostala zabudovaný nový navigační systém Omega a všechny pak nový zaměřovač spřáhnutý se zbraňovým počítačem Ferranti ISIS D 126R.
Argentinci letouny převzali 8. listopadu 1970. Stroje však zůstaly ještě jeden a půl roku v USA, kde jejich piloti prošli kompletním výcvikem u perutě VA-12 US Navy na základně Lemoor. Na palubu Vienticinco de Mayo v Argentině Skyhawky dorazily 3. května 1972.
V březnu 1982 tvořilo 10 A-4Q výzbroj 3 Escuadrila de Caza i Ataque/3 Escuadra Aeronaval dislokované na základně Comandante Espora v Bahía Blanca. Letce s 11 piloty velel capitan de corbeta Castro Fox. Námořní Skyhawky se 28. března 1982 přemístily z pozemní základny na palubu Vienticinco de Mayo a 2. dubna aktivně podporovaly výsadek, který obsazoval Falklandy. Staly se tak prvními argentinskými letouny, které zasáhly do tohoto konfliktu, byť jen několika demonstračními přelety nad ostrovy. Po výsadkové operaci se letadlová loď vrátila do přístavu San Juan. Po obdržení informací o blížících se Britech vyplula loď s doprovodem opět na moře. Štáb námořnictva vypracoval plán komplexní námořní operace, která měla zaskočit operační skupinu britské Task Force 317. Po potopení křižníku Admiral Belgrano britskou ponorkou byla operace zrušena a lodě se vrátily do přístavů. V době potopení Belgrana byla Veinticinco de Mayo téměř na dolet útočných strojů Skyhawk od britské Task Force. V noci na 2. května byla skupina letadlové lodi objevena průzkumným letounem Sea Harrier 801. perutě F/Lt. Iana Mortimera. Britové ji však nemohli napadnout, protože bombami vyzbrojené Sea Harriery měly kratší dolet než Skyhawky. Během dne drželo na palubě hotovost sedm vyzbrojených útočných Skyhawků, které však nevzlétly pro úplné bezvětří v oblasti. Argentinský hlídkový Grumman S-2 Tracker navíc ztratil kontakt s britským lodním svazem. Veinticinco de Mayo se proto obrátila k argentinskému pobřeží a v dalších operacích již nefigurovala. Do přístavu vplula 5. května. Během plavby Skyhawky devětkrát vzlétly proti letounům protivníka, které sledovaly argentinský svaz. K bojovému kontaktu nedošlo.
Na leteckou základnu Río Grande se 3. letka vrátila 9. května s deseti stroji A-4B/Q a 12 piloty. Od 15. května byly podřízeny Vzdušným silám Jih. Z pozemních letišť vykonaly námořní Skyhawky celkem 30 bojových letů při ztrátě tří letounů a dvou pilotů. Během jednoho z nich, 21. května, zasáhli piloti teniente de navio Benito Italo Rótolo (3-A-301, 0654) a teniente de navio Carlos Lecour (3-A-305, 0658) každý jednou pumou Mk.82 Snakeye fregatu HMS Ardent, která se potopila. Ve stejný den byl sestřelen Skyhawk (3-A-307) raketou AIM-9L odpálenou ze Sea Harrieru (XZ457) Lt. Clive Morella z 800. squadrony. Capitán de corbeta Alberto Jorge Philippi se úspěšně katapultoval. Současně byl palbou 30mm kanónu ADEN[zdroj⁠?!] Morellem sestřelen Skyhawk (3-A-312) teniente de navio José Césara Arca, který se rovněž zachránil katapultáží. Třetí Skyhawk (3-A-314, 0667) 21. května sestřelil palbou kanónů Sea Harrier (XZ500) F/Lt. John Leeming. Argentinský pilot teniente de fregata Gustavo Marcello Marquez zahynul. 23. května zahynul pilot capitán de corbeta Carlos Zubizaretta při katapultáži během nevydařeného přistání Skyhawku 3-A-306 v Río Grande.
V roce 1997 Argentina zakoupila od USMC Skyhawky, které byly podle programu navrženého společností Lockheed Martin rozsáhle modernizované. Touto úpravou prošlo celkem 32 jednomístných A-4M a čtyři dvoumístné OA-4M na verze A-4AR Fightinghawk s motorem Pratt & Whitney J52-P-408A o tahu 49,81 kN a OA-4AR. Modernizace spočívala v kompletní generální opravě draku společně s instalací nového radaru ARG-1. V kokpitu byly aplikovány pokročilé displeje a ovládací prvky zbraňového a navigačního systému na plynové a řídící páce (HOTAS). Úprava zahrnovala také montáž výstražného radiolokačního přijímače (RWR) AN/ALR-93(V)1. A-4AR byly zařazeny do výzbroje 5. Brigada Aerea ve Villa Reynolds.

### Austrálie

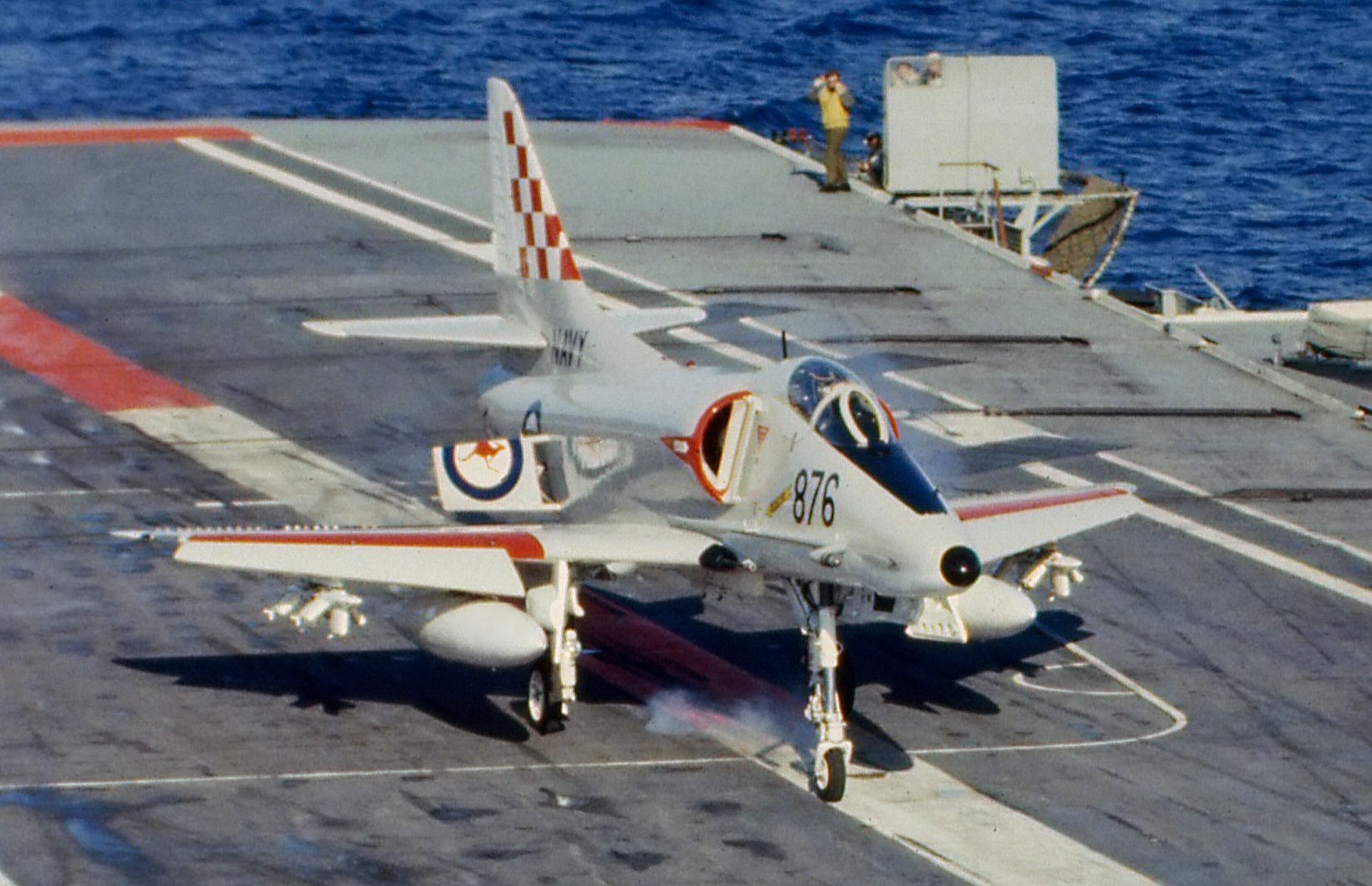
Australský A-4G přistává na palubě letadlové lodě HMAS Melbourne. 1980

Druhým zahraničním uživatelem typu A-4 byla Austrálie, která zakoupila 16 kusů verze A-4G a 2 kusy cvičných TA-4G. Letouny byly dodány v letech 1967–1968. Letouny byly určeny pro provoz z letadlové lodi HMAS Melbourne, ale operovaly i z pozemní základny námořního letectva Nowra v Novém Jižním Walesu. V roce 1980 bylo 10 kusů prodáno na Nový Zéland a ostatní byly v roce 1983 vyřazeny.

### Brazílie

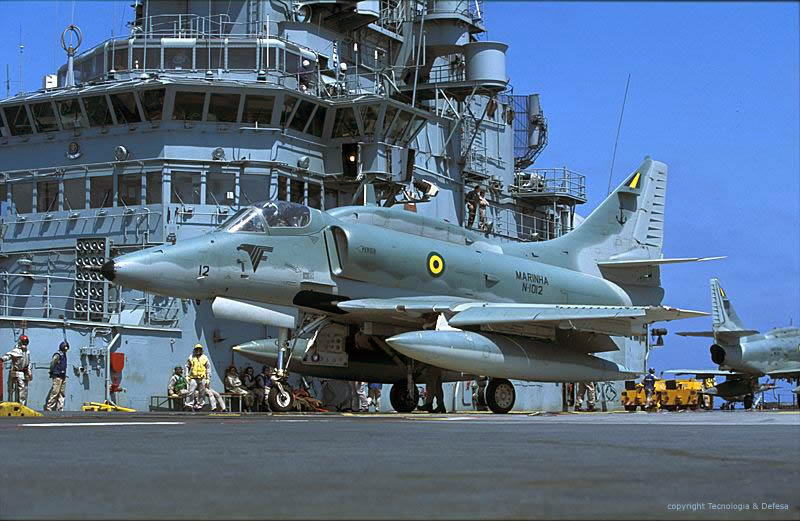
AF-1 Falcão da Marinha do Brasil na letadlové lodi São Paulo

Brazílie v roce 1998 odkoupila z Kuvajtu 20 letounů A-4KU a 3 dvoumístné TA-4KU, které byly modernizovány pro letadlovou loď Foch (R99), nyní NAe São Paulo. Nákup v hodnotě 79 milionů USD zahrnoval také mnoho náhradních dílů, náhradních motorů a výzbroje, včetně 200 kusů protiletadlových raket AIM-9H Sidewinder, pro jejichž vypouštění byly kuvajtské Skyhawky upraveny. V září 1998 byly letouny přepraveny lodí na jejich novou pozemní základnu BAN São Pedro da Aldeia. Před dodáním brazilskému námořnictvu prošly Skyhawky revizemi, které přímo v Kuvajtu uskutečnila firma Boeing. Další modifikace a revize poté provedla americká společnost Kay & Asociates Inc. přímo v Brazílii. Stroje byly zařazeny k stíhací-bitevní peruti VF-1 (Primeiro Esquadrão de Aviões de Interceptação e Ataque) „Falcões“ (Sokolové) námořního letectva Brazílie. Jednotka byla oficiálně zformována 2. října 1998. Své AF-1 Falcão hangárovala u vrtulníkové jednotky Sea Kingů HS-1 do roku 2000, kdy byl dokončen její speciální hangár společně s prodloužením dráhy o 600 m na základně. 26. května 2000 se uskutečnil první zkušebně-operační let brazilského Skyhawku. Za řízením seděl pilot americké firmy Kay & Associates komandér Curt „Potsie“ Francis, bývalý letec US Navy. 18. ledna 2001 následovalo první přistání Skyhawku brazilského námořnictva na letadlové lodi NaeL A-11 Minas Gerais.
Roku 2009 byla u společnosti Embraer objednána modernizace devíti jednomístných A-4KU a tří dvoumístných TA-4KU na nový standard AF-1B / AF-1C. Modernizace mimo jiné zahrnuje nový zbraňový řídící systém, radar a instalaci tzv. skleněného kokpitu. První modernizovaný AF-1B byl dodán roku 2015 a AF-1C v dubnu 2018.

### Izrael

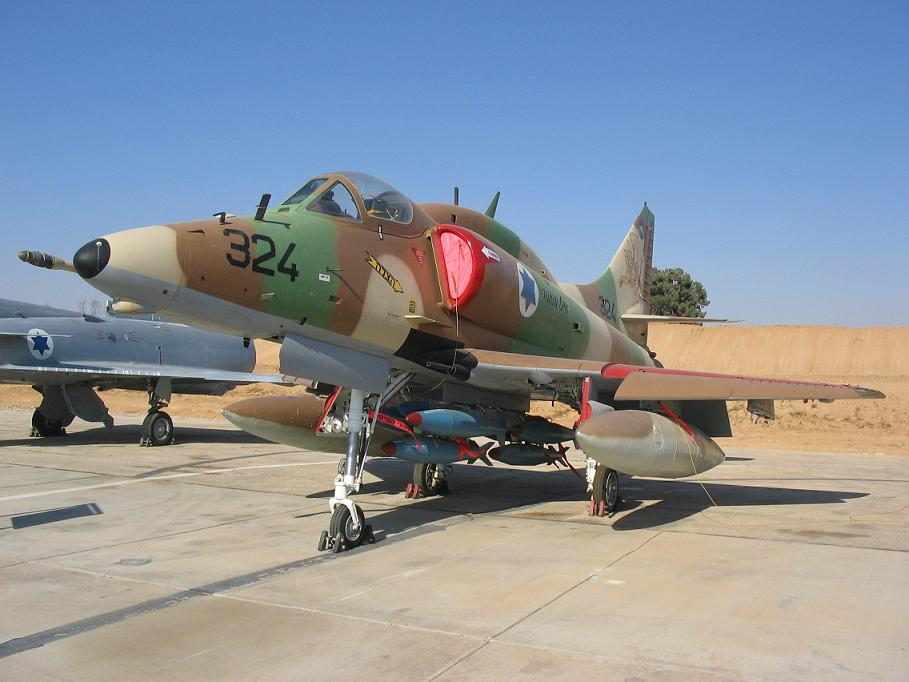
Izraelský A-4N Skyhawk

První Skyhawky byly v Izraeli používány od roku 1968. Nejprve bylo objednáno 48 strojů verze A-4N Skyhawk II a dva verze TA-4H z přebytků amerického námořnictva (později bylo objednáno dalších 6 kusů). Z přebytků pocházelo i dalších 60 jednomístných A-4E a 17 dvoumístných TA-4J, které byly dodány v letech 1968–1974. Od roku 1972 byly dodávány také první z celkem 129 kusů verze A-4N (ekvivalent amerických A-4M), jež byly oproti dřívějším verzím výrazně modernizovány a měly na hřbetě trupu charakteristický hrb s přídavnou avionikou (hrby byly postupně montovány i do jednomístných strojů starších verzí). Většina izraelských Skyhawků dostala postupně také prodlouženou výstupní trysku a nové kanóny DEFA ráže 30 mm. Později bylo 32 kusů prodáno do Indonésie.
Letouny byly intenzivně nasazeny v jomkippurské válce v roce 1973, přičemž 53 kusů v ní bylo ztraceno. Izraelské Skyhawky dosáhly i dvou vzdušných vítězství. Dne 12. května 1970 byla dvojice Skyhawků napadena syrskými MiGy-17, přičemž se jim podařilo bez vlastní ztráty jeden sestřelit 30mm kanóny DEFA a druhý salvou neřízených protizemních střel.
Poslední izraelské A-4, nesoucí pojmenování Ajít (Sup) byly vyřazeny ze služby u 102. peruti, která je užívala k pokračovacímu výcviku, 13. prosince 2015.

### Nový Zéland

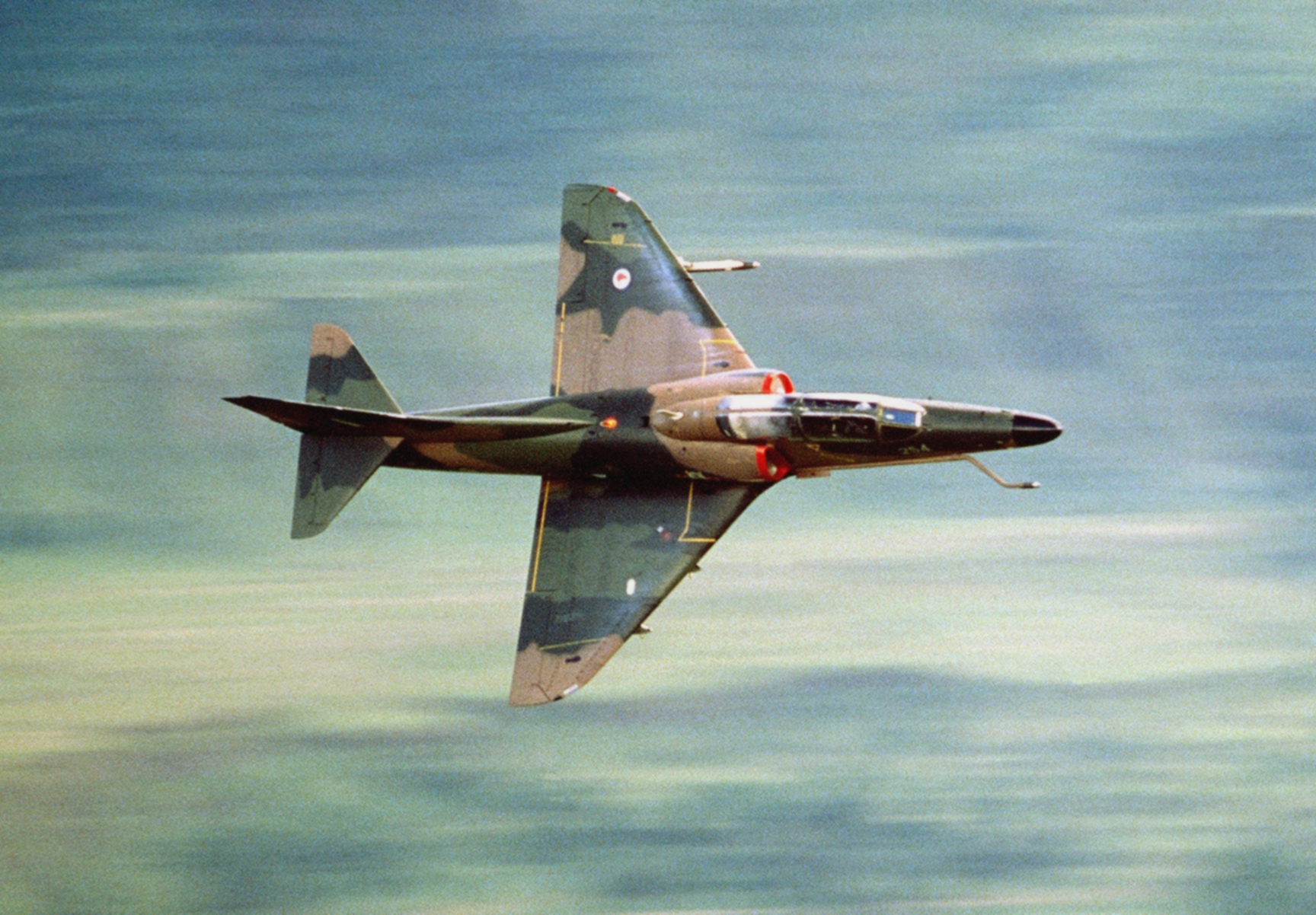
Novozélandský TA-4K v roce 1984

RNZAF převzalo první Skyhawky v květnu 1970 jako náhradu za letouny English Electric Canberra. Jednalo se o osm jednomístných A-4K a čtyři dvoumístné TA-4K stavěných a zkoušených v USA od listopadu 1969 do dubna 1970. A-4K byla totožná s verzí A-4F, měla ovšem zvětšenou svislou ocasní plochu, pouzdro brzdícího padáku pod výstupní tryskou a odlišné rádiovybavení. Novozélandští piloti prošli tříměsíčním přeškolením v NAS Jacksonville na Floridě. Letouny převzala 75. peruť v Ohakea 10. června.
Od června 1984 byly tyto letouny doplňovány 10 A-4G, zakoupenými z přebytků australského námořního letectva (dostaly novou avioniku, brzdící padák a výmetnice klamných cílů). V roce 1987 bylo všech 22 letounů modernizováno v rámci programu „Kahu“. Přestavbu navrhla společnost Lear Sieglar, kterou realizovala firma Safe Air v Blenheimu. Samotná realizace započala v červnu 1988 a skončila v březnu 1991. Zahrnovala instalaci systému řízení HOTAS (Hands On Throttle And Stick), dvou velkoplošných CRT (Cathode Ray Tube) obrazovek, nový HUD (Head-Up Display), radar APG-66 a laserový gyroskopický inerciální navigační systém. Současně se montovaly výmetnice klamných infra a radarových cílů. Miniaturizace avioniky umožnila demontáž hřbetního hrbu. Zbraňové systémy zahrnovaly řízené střely vzduch-vzduch AIM-9G/L, protizemní řízené rakety AGM-65B a laserem naváděné bomby, které ovšem potřebovaly pozemní ozařovací zdroj.

### Singapur

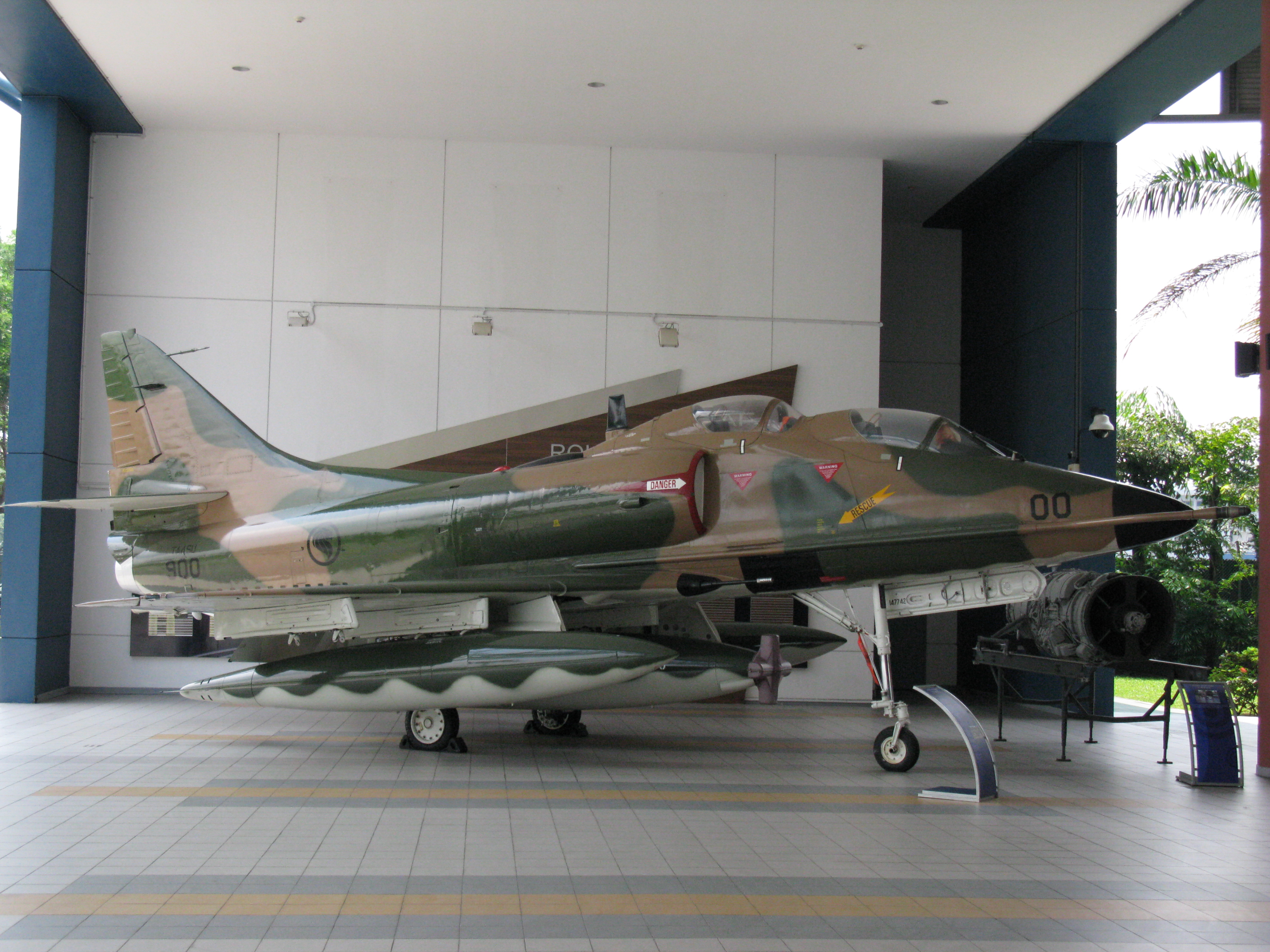
Singapurský TA-4SU Skyhawk

V roce 1972 zakoupil Singapur přibližně 50 letounů A-4B z přebytků amerického námořnictva, přičemž bylo rozhodnuto, že letouny budou před zařazením do singapurského letectva rozsáhle upraveny. Jednalo se především o instalaci plastikového krytu radiokompasu na hřbet trupu, instalaci brzdícího padáku pod výstupní trysku, montáž dvou vnějších křídelních závěsníků schopných nést řízené střely AIM-9B Sidewinder, instalaci nových 30mm kanónů ADEN a montáž nového radaru. Jednomístná verze byla označena A-4S a byly i stavěny dvoumístné stroje s trupem prodlouženým o 81 cm, které byly označeny TA-4S. V USA bylo přestavěno 8 A-4S a 3 TA-4S, ostatní z celkem 51 strojů byly dokončeny přímo v Singapuru se firmě LASS (Lockheed Air Service Singapore). První jednotky operující se Skyhawky vstoupily do operační služby v roce 1975.
V roce 1980 bylo zakoupeno dalších 70 kusů verze A-4C, které byly přestavěny v singapurské firmě SAI (Singapore Aircraft Industries). Přestavby verze A-4C byly označeny A-4S1 a TA-4S1. Na rozdíl od předchozích strojů u nich byly ponechány původní 20mm kanóny a měly odlišný nástavec pro čerpání paliva za letu. V roce 1983 bylo postaveno dalších osm kusů A-4S1. V druhé polovině 80. let byla vyvíjena modernizovaná verze Singapore Aerospace A-4SU Super Skyhawk, na kterou bylo přestavěno přibližně 150 strojů starších verzí. Tyto letouny byly poháněny turbodmychadlovým motorem General Electric F404-GE-100D bez přídavného spalování a vybaveny kontejnery se systémem FLIR (Forward-Looking Infra-Red) společnosti GEC-Marconi Atlantic. Dvoumístná verze byla označena TA-4SU.
Skyhawky byly rovněž vybrány pro singapurský národní akrobatický tým „Black Knights“.
Singapurské letectvo typ ze služby vyřadilo v roce 2005.

### Kuvajt

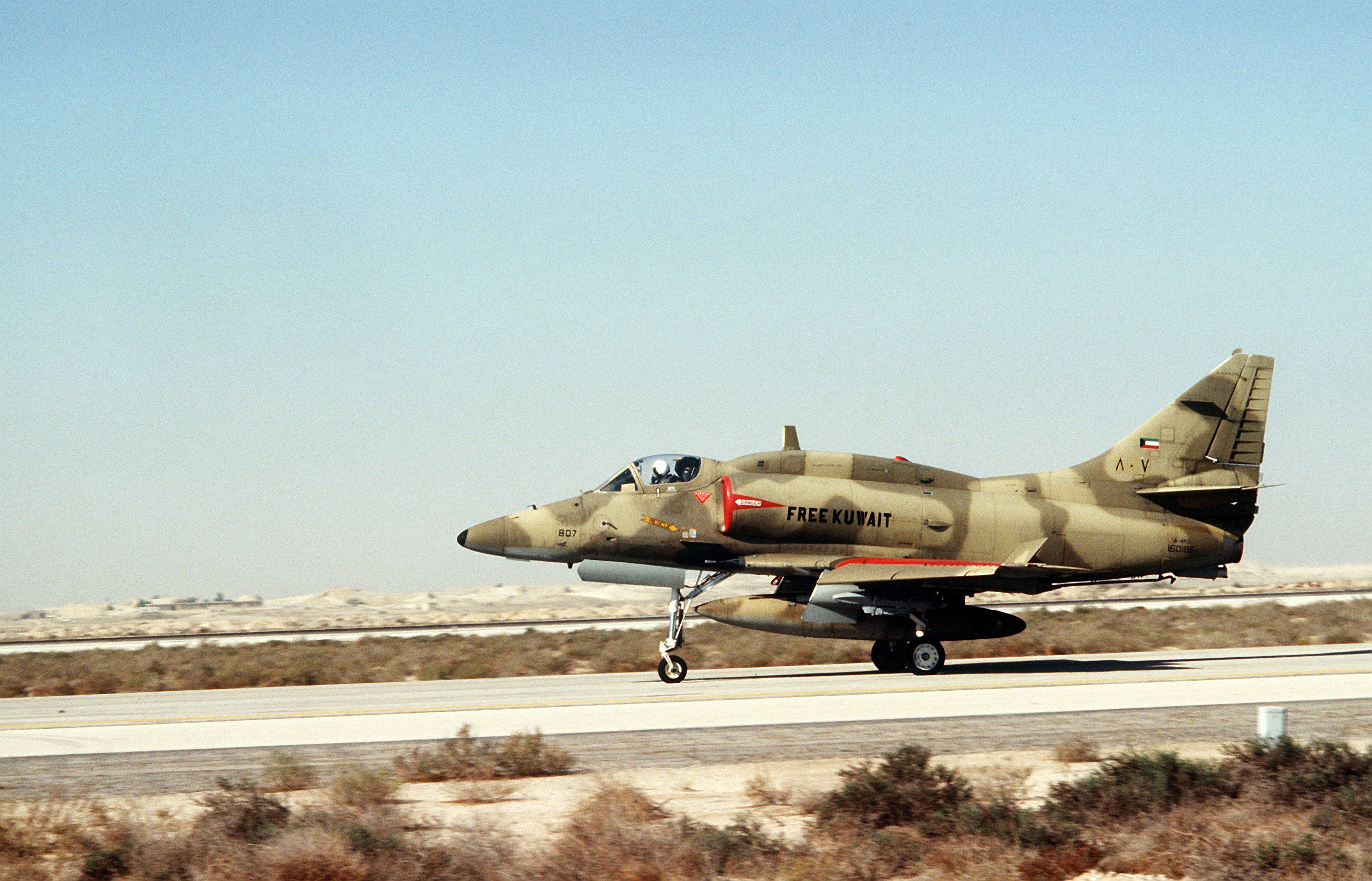
Kuvajtský A-4KU zachycený v Saúdské Arábii

Kuvajt zakoupil v roce 1974 celkem 30 jednomístných A-4KU (ekvivalent A-4M) a šest dvoumístných TA-4KU (ekvivalent TA-4F), které byly dodány v roce 1977. Po irácké invazi do Kuvajtu se 17 letounům podařilo uniknout do Saúdské Arábie, odkud během operace Pouštní bouře operovaly po boku spojenců, přičemž v boji byl ztracen jeden kus.

### Malajsie
Malajsie používala Skyhawky pod označením A-4PTM od prosince roku 1984. Zakoupeno bylo 36 jednomístných a 4 dvoumístné letouny. Jednalo o přestavby strojů verzí A-4C a A-4L z přebytků amerického námořnictva. Letouny byl upraveny, všechny byly schopné nést řízené střely AIM-9 Sidewinder a 20 jednomístných kusů mohlo nést také protizemní řízené střely AGM-65 Maverick.

### Indonésie
Indonésie zakoupila z přebytků izraelského letectva 32 Skyhawků (28 jednomístných a 4 dvoumístné) označených zde A-4E. Polovina letounů byla dodána v roce 1979 a druhá polovina v roce 1985. Do operační služby se zde dostaly v roce 1980.

## Uživatelé

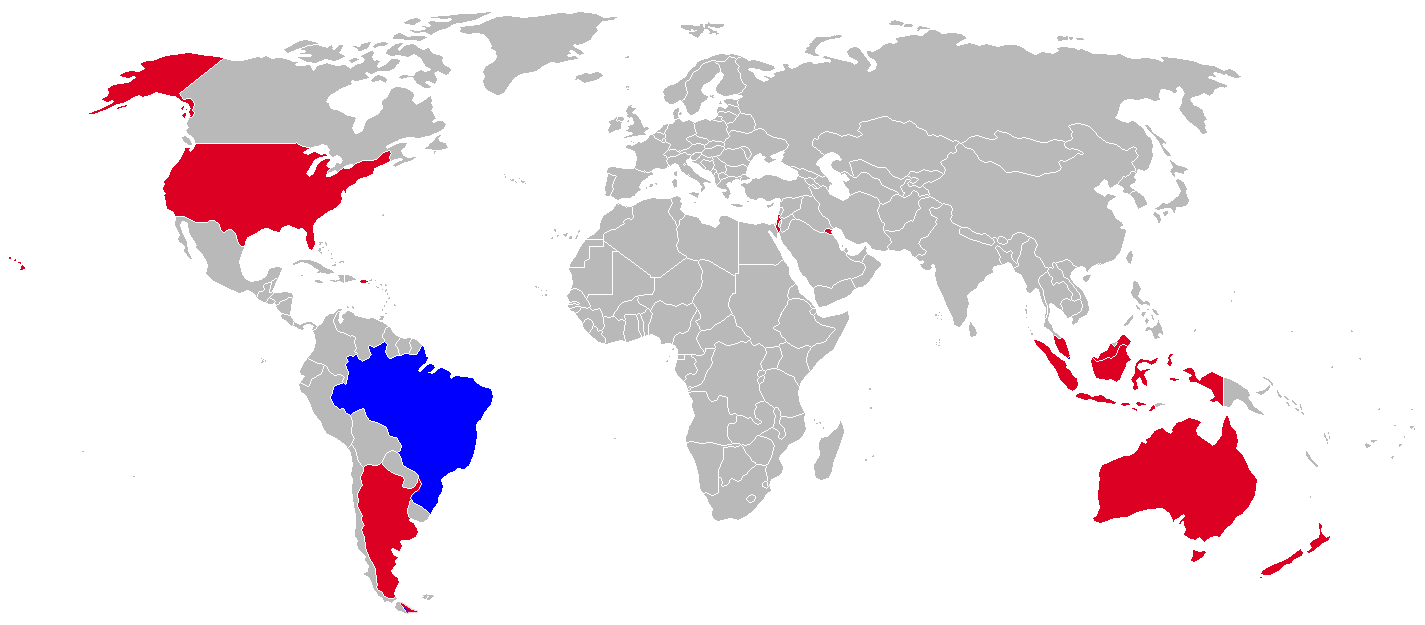
Přehled uživatelů - modře současní, čereveně bývalí

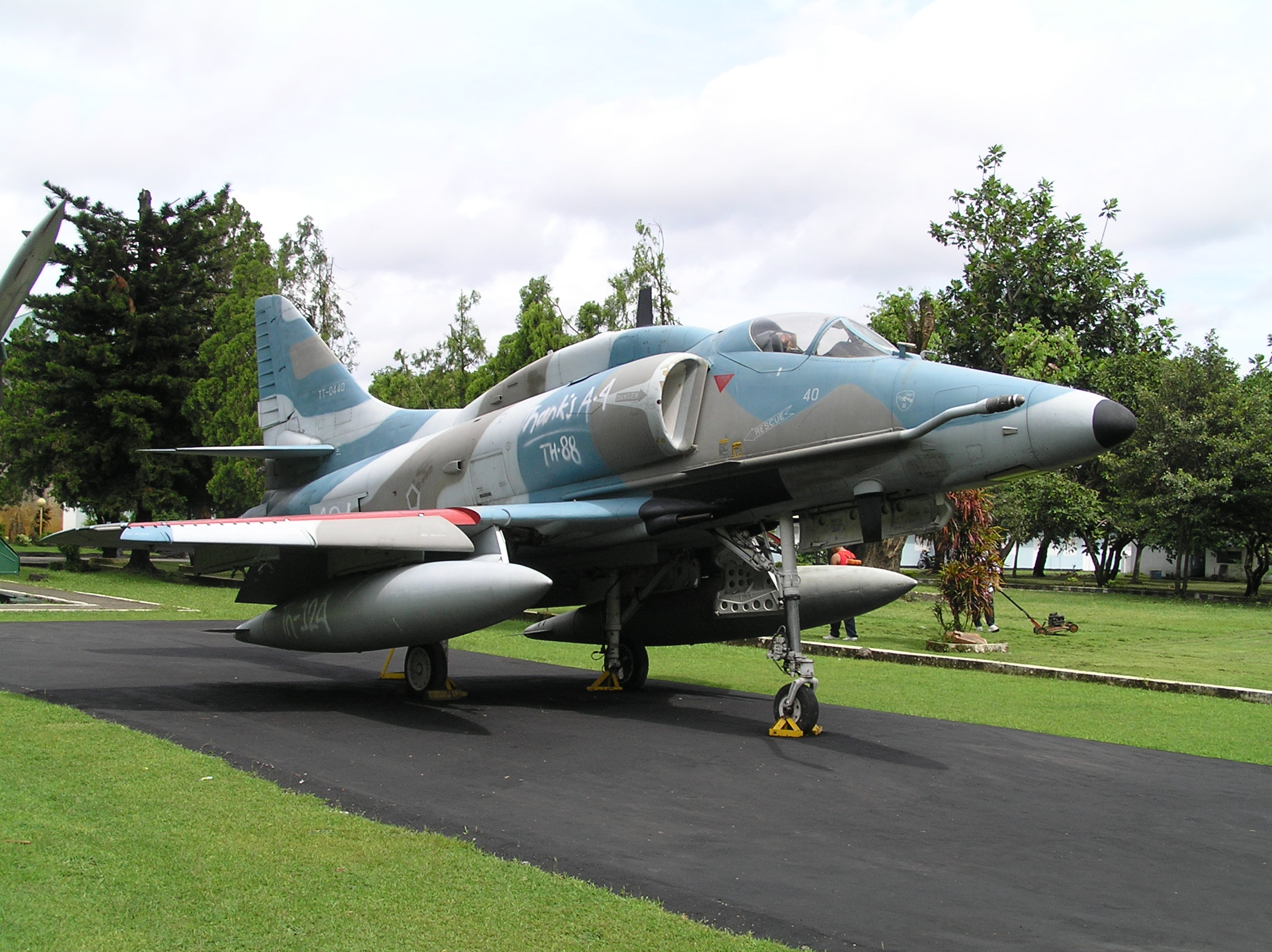
A-4H letectva Indonésie

### Současní
- Argentina
  - Argentinské letectvo
- Brazílie
  - Brazilské námořní letectvo

### Bývalí
- Argentina
  - Argentinské námořní letectvo
- Austrálie
  - Fleet Air Arm
- Indonésie
  - Indonéské letectvo
- Izrael
  - Izraelské vojenské letectvo

- Kuvajt
  - Kuvajtské letectvo
- Malajsie
  - Malajsijské královské letectvo
- Nový Zéland
  - Royal New Zealand Air Force
- Singapur
  - Singapurské letectvo
- Spojené státy americké
  - United States Navy

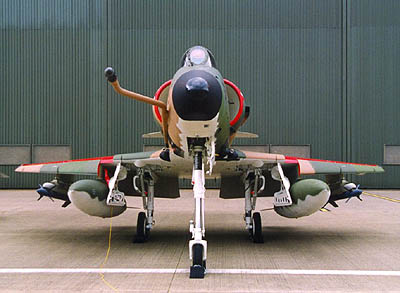
A-4SU Super Skyhawk

  - United States Marine Corps Aviation

## Nákresy

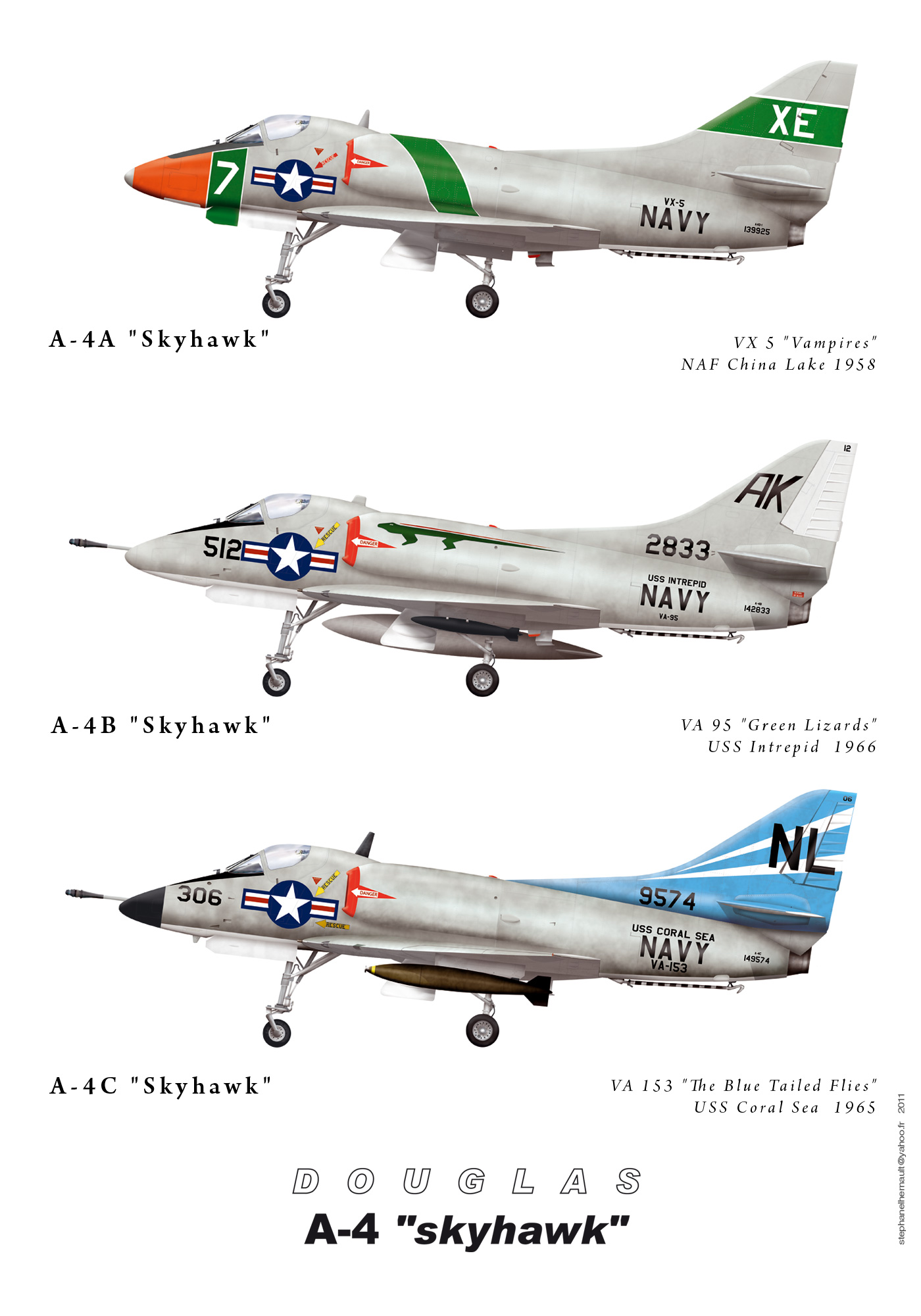
A-4 Skyhawk A/B/C
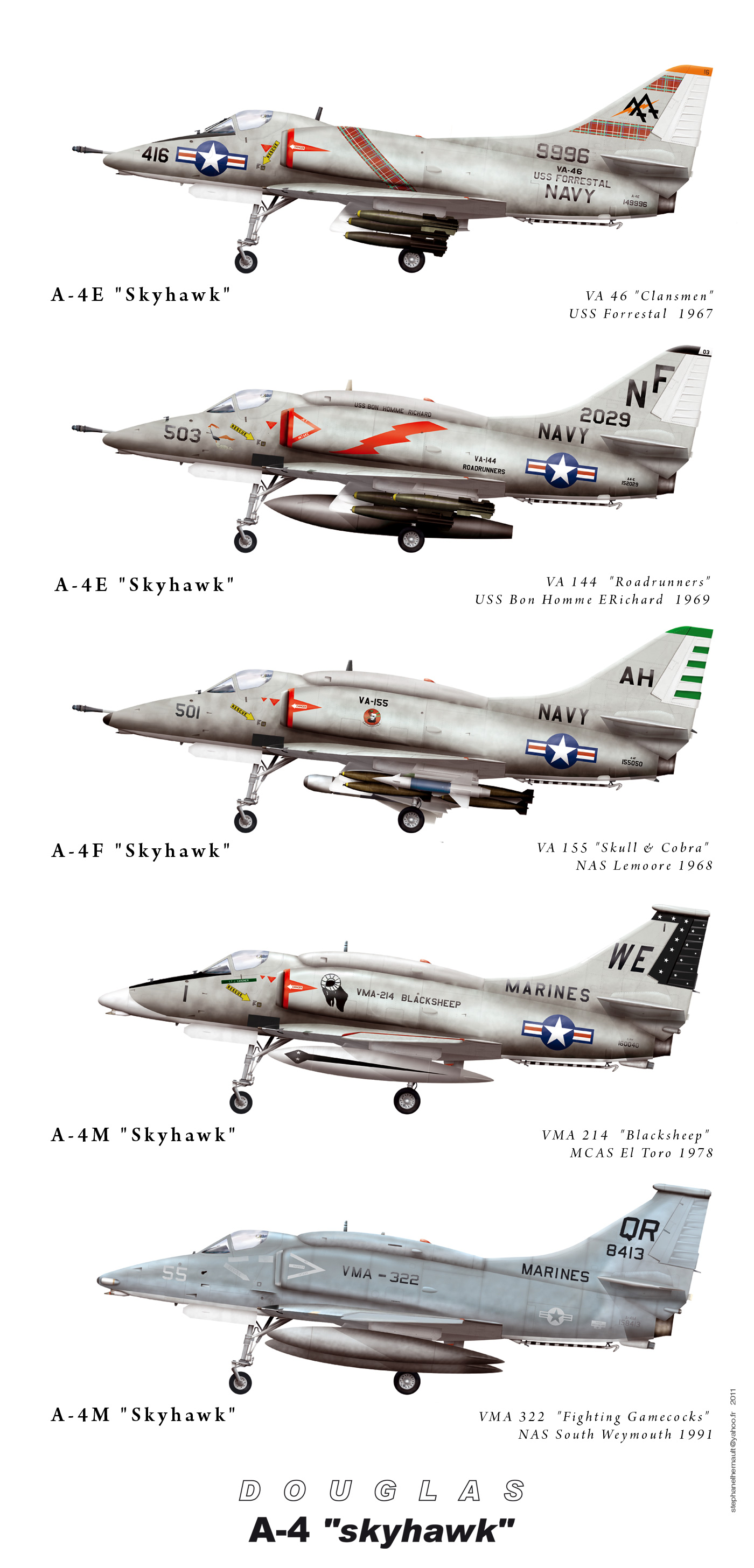
A-4 Skyhawk E/F/M

## Specifikace (A-4F Skyhawk)

### Technické údaje
- Posádka: 1 (pilot), 2 (u verzí TA-4J,TA-4F,OA-4F)
- Rozpětí: 8,38 m
- Délka: 12,22 m
- Výška: 4,57 m
- Nosná plocha: 24,15 m²
- Profil křídla: NACA 0008-1.1-25 u kořene, NACA 0005-0.825-50 na konci
- Hmotnost prázdného letounu: 4750 kg
- Vzletová hmotnost: 8318 kg
- Max. vzletová hmotnost: 11 136 kg
- Plošné zatížení: 344,4 kg/m²
- Pohonná jednotka: 1× proudový motor Pratt & Whitney J52-P8A
  - Tah pohonné jednotky: 41 kN

### Výkony
- Nejvyšší rychlost: 1077 km/h
- Dostup: 12 880 m
- Stoupavost: 43 m/s
- Dolet: 3220 km

### Výzbroj
- 2× 20mm kanón Colt Mk 12, 100 nábojů na hlaveň
- až 4490 kg výzbroje na 5 závěsnících

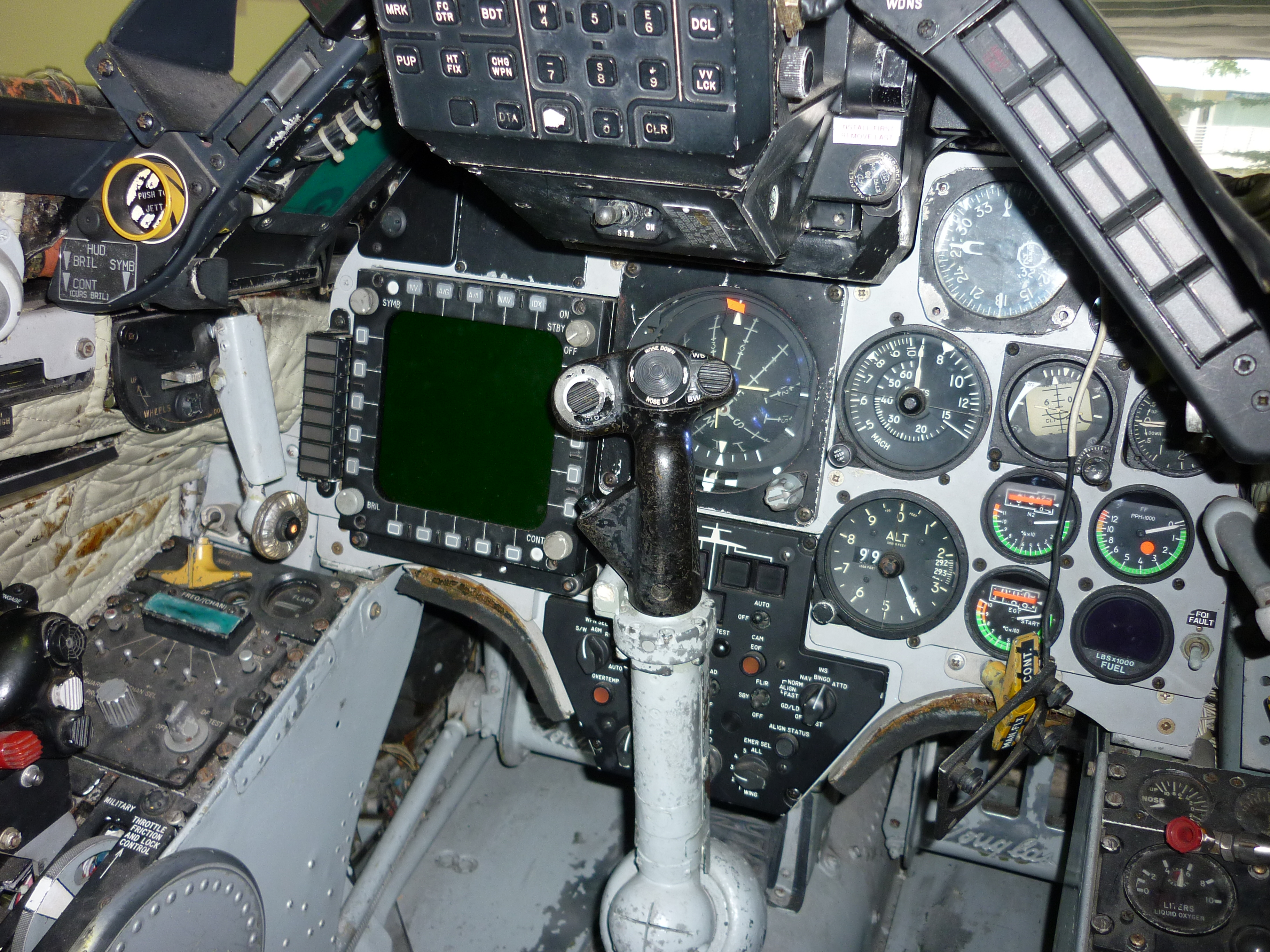
Kokpit A-4SU Super Skyhawk

### Varianty podvěšené výzbroje
- Řízená střela vzduch-vzduch AIM-9 Sidewinder
- Protiradarová střela AGM-45 Shrike
- Řízená střela vzduch-země AGM-65 Maverick
- Řízená střela vzduch-země AGM-12 Bullpup
- Klouzavá puma AGM-62 Walleye
- Taktické jaderné pumy
- Kazetové pumy
- Napalmové kontejnery
- 113kg pumy Mark 81
- 227kg pumy Mark 82 a další